# Siège de Gray (1477)
Pour les articles homonymes, voir Siège de Gray.
Guerre de Succession de Bourgogne
Batailles
Siège de Vesoul (1477), Bataille du pont d'Émagny (1477), Siège de Dole (1477), Bataille de Guinegatte (1479), Siège de Dole (1479), Siège de Vesoul (1479)
Le siège de Gray de 1477 est une bataille qui eut lieu les 4 et 5 octobre 1477 pendant la guerre de Succession de Bourgogne. Il oppose le commandant Français Jean Salazar  qui occupe la ville de Gray, aux rebelles du comté de Bourgogne, dirigés par Guillaume de Vaudrey, qui refusent leur soumission à Louis XI et veulent reprendre la ville. Cette bataille se déroule en parallèle avec le siège de Dole qui a lieu au même moment.

## Campagne de 1477
Le 18 février 1477, les états du comté de Bourgogne reconnaissent leur soumission à la couronne française, bien que la province soit terre d'empire. Cependant, les promesses non tenues et la tyrannie du roi de France Louis XI commencent à échauffer les esprits. Quelques jours après, lorsque les Français tentent d'installer leur garnison à Dole, la population « Inaccoutumée aux écharpes blanches » des troupes françaises, se révolta aux cris de « Bourgogne et Dole ! Vive dame Marie de Bourgogne ! » se ruant sur les Français, tuant ceux qui résistaient et forçant les autres à quitter la cité. Le mouvement se propage dans toute la Franche-Comté et déjà en mars un soulèvement général, dirigé par le prince d'Orange, commence dans le pays. Après une série de revers, le gouverneur français Georges II de La Trémoille, Sire de Craon, réussit à vaincre les rebelles lors de la bataille du pont d'Émagny mais cette victoire est sans lendemain: il doit se rediriger en toute hâte vers le duché de Bourgogne pour réprimer le soulèvement de Dijon .

## Contexte graylois
La ville est prise et occupée par les troupes françaises en février sans combattre. Elle sert de base d'attaque pour toute la Franche-Comté. La cohabitations entre les soldats français et la population de Gray se passe mal : rapines et vexations achèvent de saper la patience de la population. La ville est au bord du soulèvement. Fin juillet, le sieur de Craon quitte la ville pour assiéger Dole. L'occasion de chasser les Français apparaît alors. Le 23 septembre a lieu une réunion secrète dans une des caves de Gray pour décider de la conduite à tenir. Il est finalement décidé qu'un contact serait pris avec les troupes comtoises pour entreprendre quelque chose.
Pendant l'été, les Comtois se rendent maître de la campagne comtoise et les français sont retranchés dans les places fortes : ils ne maîtrisent plus le terrain. Deux des chefs des rebelles comtois, les seigneurs Guillaume et Claude de Vaudrey, entrèrent en relations secrètes avec les habitants de Gray par le biais d'un marchand de la cité. Les rebelles avaient appris l'absence du gouverneur. Il s'agissait alors d'une occasion unique pour eux aussi de reconquérir la bourgade, où restait une garnison de 1 800 personnes, conduite par le célèbre capitaine mercenaire de la guerre de Cent Ans, Jean Salazar
Parties de Besançon les troupes comtoises rejoignent la forêt de Pin où les attend un résistant comtois Jean de la Grange, avec ses hommes, qui prenaient en embuscade dans ces forêts les troupes françaises qui y circulaient. De là, ils se dirigent ensemble vers Gray. le cri de ralliement était Notre Dame! Bourgogne au lion!

## Les combats

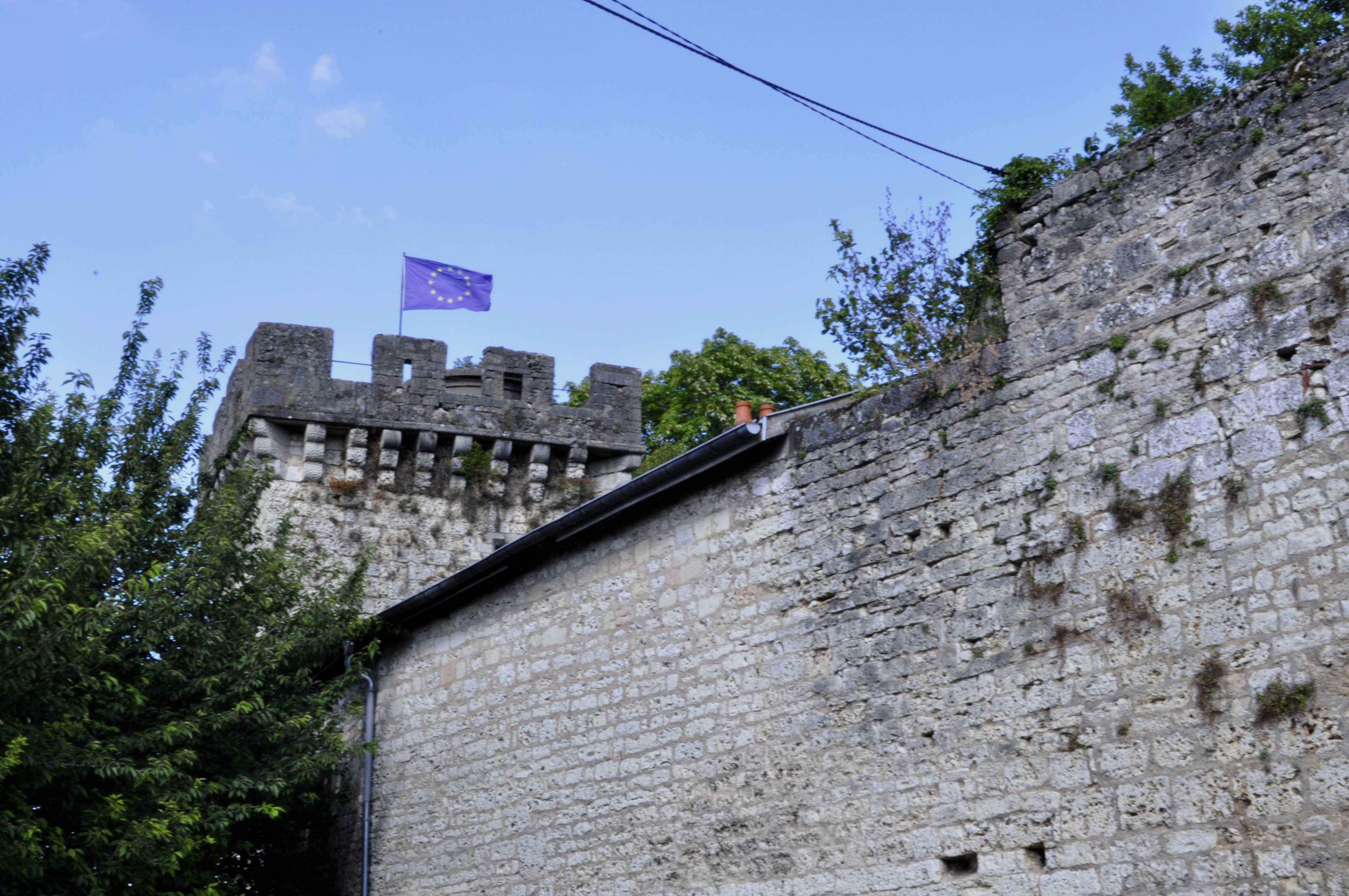
Remparts du château de Gray de nos jours

Le 4 octobre, à la nuit tombée, au cours d'un orage, Guillaume de Vaudrey avec un millier de soldats franchit la Saône, et encercle la ville. Le plan est le suivant: Les de Vaudrey attaqueront les remparts, Jean de la Grange et ses hommes, le secteur du couvent des Cordeliers, et les bourgeois de la ville, la place principale. Les Vaudrey installent leurs échelles d'assaut et escalade les murs tout en restant le plus discret et silencieux possible. Le bruit des moulins et les vents violents couvrent leurs mouvements, empêchant les Français d'entendre quoi que ce soit. Pendant ce temps les habitants de Gray s'arment et réunissent en secret.
À minuit la porte haute s'ouvre et le signal d'invasion est donné. Dans le silence dans un premier temps et cela jusqu'à ce que les sentinelles donnent finalement l'alerte. Une fois encerclée, la garnison met le feu aux maisons aux cris de "Allumez! Allumez!" pour ne rien laisser aux Comtois mais également pour tenter de quitter la ville, en espérant profiter de la tourmente. Mais les habitants, voyant à quel point leurs biens étaient ravagés, décidèrent de ne laisser personne sortir vivant. Les combats les plus acharnés se situent aux abords du château ou logeait le capitaine Salazar. Le combat incertain dans ses débuts, durent plusieurs heures avant que les comtois ne prennent l'avantage. Mais dans ce cadre dantesque, les combats sont désordonnés et les combattants des deux camps se battent plus pour sauver leur vie plus que pour atteindre un objectif.
Après une bataille acharnée, les Français doivent se replier sur le château, qui ne possède ni réserve de vivre ou de munitions. N'ayant pas d'autre issue, Salazar ainsi que le reste de la population fit une tentative désespérée pour traverser la ville en feu, et grâce à la confusion générale, il réussit à s'échapper et à quitter Gray. Cependant il a perdu la plupart de ses compagnons d'arme qui brûlés et grièvement blessés se firent aisément rattraper par les rebelles. Il en ressort grièvement brûlé lui-même,.
À 5h, la ville est entièrement reprise et toutes le troupes françaises dans Gray sont tuées ou capturées.

## Conséquences
Le lendemain au matin, la bannière à croix croix de Bourgogne flotte sur la cité comtoise à moitié détruite. La prise de Gray aura un effet décisif sur les défenseur dolois qui s'en inspireront et au cours d'une sortie audacieuse, viendront à bout des français. Cette victoire aura pour conséquence avec celle de Gray de chasser les Français du comté de Bourgogne.
Encore une fois, Guillaume de Vaudrey réalise un exploit en parvenant à vaincre un ennemi supérieur en nombre et mieux retranché. Ce dernier sera capturé et exécuté à Faucogney, deux ans plus tard et décapité sur la place publique.